# Run with the Lions
Az Run with the Lions (magyarul: Fuss az oroszlánokkal) a Jurij Veklenko litván énekes dala, mellyel Litvániát képviseli a 2019-es Eurovíziós Dalfesztiválon Tel-Avivban.

## Eurovíziós Dalfesztivál
A dal a 2019. február 23-án rendezett litván nemzeti döntőben, az Eurovizijos Atranka-ban nyerte el az indulás jogát, ahol a zsűri és a nézői szavazatok együttese alakították ki a végeredményt.
A dalt az Eurovíziós Dalfesztiválon először a május 16-i második elődöntőben adják elő.

## Külső hivatkozások
- Dalszöveg
- A dal előadása az Eurovizijos Atranka döntőjében. YouTube-videó, Eurovision Song Contest, 2019. február 24.